# Cyrkuł miński
Cyrkuł miński (niem. Minsker Kreis) – jednostka administracyjna Cesarstwa Austrii w latach 1796–ok. 1801, należąca do kraju koronego Nowa Galicja. Powstała na części obszaru zagarniętego przez Austrię wskutek III rozbioru Polski. Siedzibą cyrkułu był Mińsk.

## Historia
Cyrkuł miński był jednym z 12 cyrkułów Nowej Galicji, podporządkowanych Zachodnio-Galicyjskiej Nadwornej Komisji Urządzającej, a od 1797 Gubernium Krajowemu dla Galicji Zachodniej w Krakowie. Przed 1801 został zniesiony i przekształcony w cyrkuł wiązowieński, do którego przyłączono część ziemi stężyckiej ze zniesionego cyrkuł radzyńskiego.